# Ataenius napoensis
Ataenius napoensis är en skalbaggsart som beskrevs av Zdzisława Stebnicka 2007. Ataenius napoensis ingår i släktet Ataenius och familjen Aphodiidae. Inga underarter finns listade.